# Catacombes de Paris
Les catacombes de Paris, terme utilisé pour nommer l'ossuaire municipal, sont à l'origine une partie des anciennes carrières souterraines situées dans le 14e arrondissement de Paris, reliées entre elles par des galeries d'inspection. Elles sont transformées en ossuaire municipal à la fin du XVIIIe siècle avec le transfert des restes d'environ six millions d'individus, évacués des divers cimetières parisiens jusqu'en 1861 pour des raisons de salubrité publique. Elles prennent alors le nom abusif de « catacombes », par analogie avec les nécropoles souterraines de la Rome antique, bien qu'elles n'aient jamais officiellement servi de lieu de sépulture.
D'environ 1,7 km de long visitable, situées à vingt mètres sous la surface, elles sont officiellement visitées par environ 500 000 visiteurs par an (chiffres de 2015) à partir de la place Denfert-Rochereau et constituent un musée de la ville de Paris, dépendant du musée Carnavalet. Cette partie ouverte au public ne représente qu'une infime fraction (environ 0,5 %)[réf. nécessaire] des vastes carrières souterraines de Paris, qui s'étendent sous plusieurs arrondissements de la capitale. Il existe aussi d'autres ossuaires souterrains à Paris, inaccessibles au public.

## Histoire

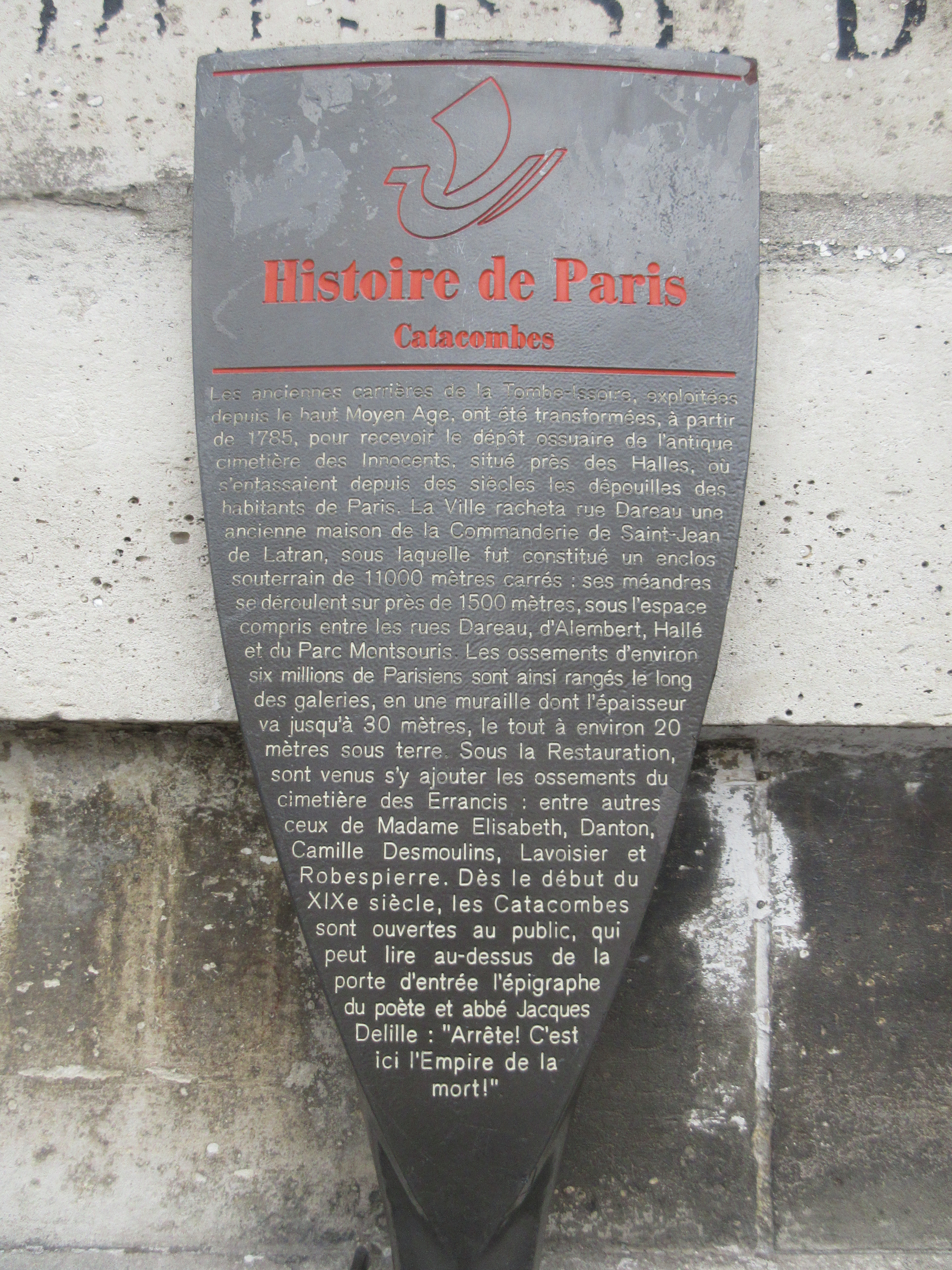
Panneau Histoire de Paris.

### Contexte: carrières souterraines de Paris

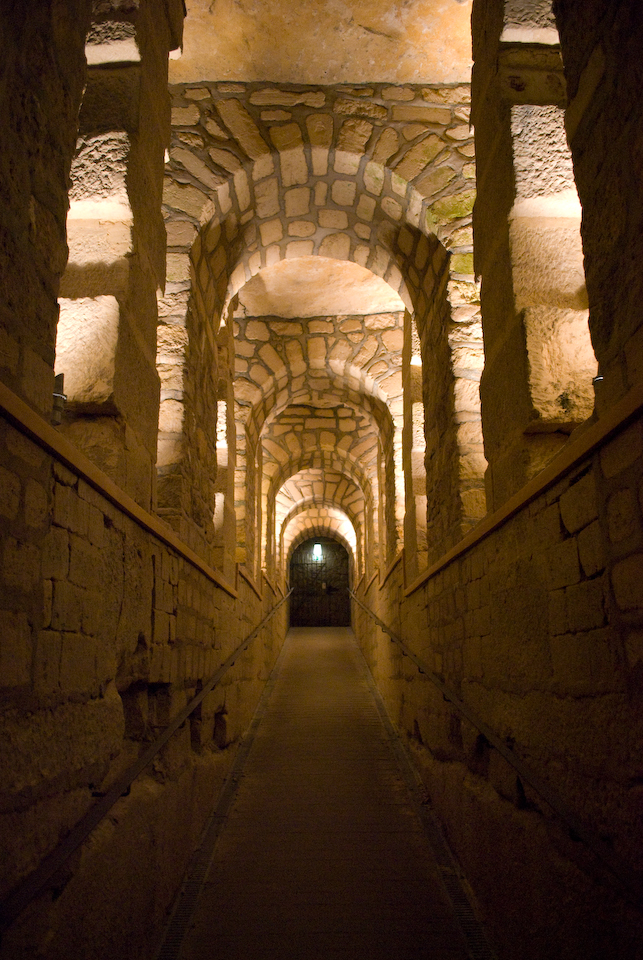
Le passage dit des doubles carrières précède l'ossuaire.

Près de trois cents kilomètres de galeries s'étalent sous Paris intra-muros, sur parfois trois niveaux de carrières. La profondeur moyenne est d'environ vingt mètres sous le niveau du sol naturel. Lorsque ces carrières étaient actives, on en extrayait de la pierre à bâtir, qui a permis pendant plusieurs siècles de construire les bâtiments de Paris sans importer d'autres matériaux de construction.
Mais il existait aussi des vides souterrains constitués par les anciennes carrières de gypse (au pied du Sacré-Cœur, par exemple). Ces vides sont quasiment tous comblés ou foudroyés (carrière volontairement effondrée par explosion des piliers). Seule subsiste la grotte des Buttes-Chaumont qui est, en réalité, une partie d'une ancienne carrière souterraine. On assimile abusivement les catacombes à l'ensemble des carrières de la capitale, bien qu'elles n'en représentent en réalité qu'une infime fraction.
À la fin du XVIIIe siècle, pour faire face à la saturation des cimetières parisiens et aux problèmes croissants d'insalubrité, la décision est prise de déplacer les ossements dans une partie des carrières situées hors de la barrière d'Enfer du mur des Fermiers généraux, sous la plaine de Montsouris, appartenant alors au territoire de Montrouge.

### Problème des cimetières

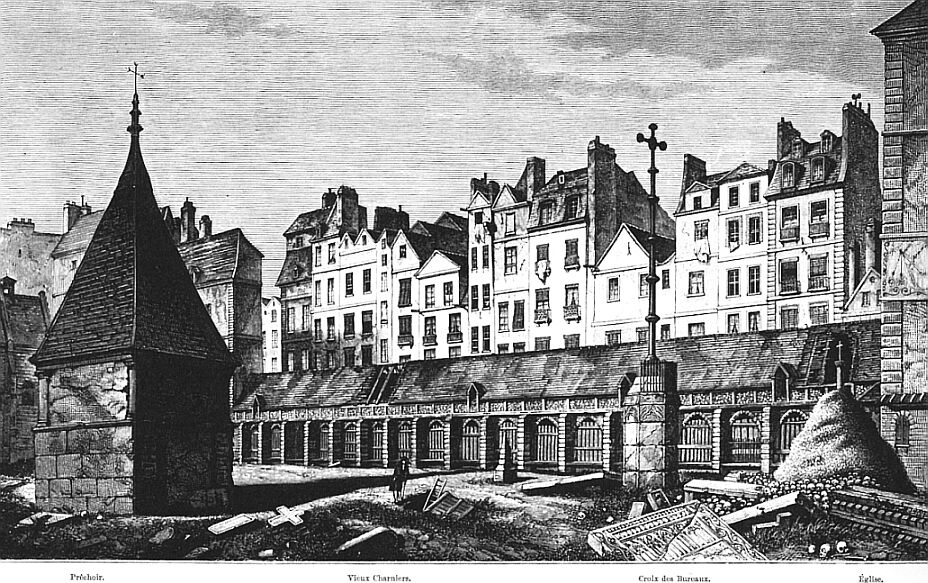
Le cimetière des Saints-Innocents, au cœur de Paris.

Le cimetière des Saints-Innocents apparaît au Ve siècle autour de l'église Notre-Dame-des-Bois, lieu de culte mérovingien installé à cet endroit. Probablement détruite durant les invasions normandes de 885-886, elle est remplacée au XIe siècle par l'église Sainte-Opportune, qui reçoit dès lors dans son enclos les morts de plusieurs paroisses de la rive droite. Ce cimetière prend en 1130 le nom de Saints-Innocents en référence aux « saints Innocents », enfants de Judée massacrés sur l'ordre du roi Hérode ; mais ce nom semble également source de confusion dès cette époque avec celui de Saint-Innocent, à la suite de l'inhumation d'un enfant prétendument crucifié par des Juifs à Pontoise vers 1179, et à l'origine de miracles après son inhumation en ce lieu sous le règne de Philippe-Auguste.
Situé entre la rue Saint-Denis, la rue de la Ferronnerie, la rue de la Lingerie et la rue Berger, il reçoit pendant treize siècles des dizaines de générations de Parisiens décédés dans les vingt-deux paroisses de la ville, ainsi que les cadavres évacués de l'Hôtel-Dieu et de la morgue. D'un petit cimetière de campagne, il devient le plus grand cimetière de Paris, et est progressivement entouré de constructions, jusqu'à devenir partie intégrante d'un des quartiers les plus animés de la ville. Les guerres, les épidémies ou les famines apportent leur lot de milliers de cadavres à inhumer dans cet espace restreint, ce qui rend leur décomposition de plus en plus difficile. Les fosses communes atteignent alors plus de dix mètres de profondeur. À la fin du XVIIIe siècle, le sol du cimetière se situe en conséquence à plus de deux mètres au-dessus du niveau de la rue, entraînant des problèmes d'insalubrité, dénoncés de longue date.
La décomposition sans cesse renouvelée de milliers de cadavres favorise la propagation de maladies. Dès 1554, des médecins de la faculté de Paris s'indignent en vain contre les risques d'épidémies que fait peser l'existence du cimetière. En 1737, des médecins de l'Académie royale de sciences confirment cette analyse et les plaintes des riverains ne font que s'accumuler au fil des ans. Si les inhumations individuelles ne dépassent pas deux cents par an, les fosses communes, en revanche, accueillent jusqu'à mille cinq cents cadavres. Elles sont périodiquement vidées afin de faire de la place lors de la création de nouvelles fosses, et les ossements placés dans d'immenses charniers entourant le cimetière. Le dernier fossoyeur, François Pourrain, estime avoir enterré aux Innocents environ quatre-vingt-dix mille cadavres en moins de trente ans.
Un chroniqueur du XVIIIe siècle note que dans le quartier, le vin tourne au vinaigre en moins d'une semaine et que la nourriture se gâte en quelques jours. L'eau des puits est elle aussi contaminée par des matières putrides, la rendant de plus en plus impropre à la consommation. La situation amène même Voltaire à critiquer les autorités religieuses, qui persistent à enterrer des morts de façon aussi inconséquente pour la santé du peuple. En 1765, un arrêté du Parlement de Paris interdit toute inhumation dans les limites de la ville. Huit cimetières sont alors créés hors des murs de la capitale, renouant avec les traditions romaines. Mais la tradition, la résistance des autorités religieuses et la piété populaire empêchent de venir rapidement à bout de ces pratiques.

### Fermeture du cimetière des Innocents

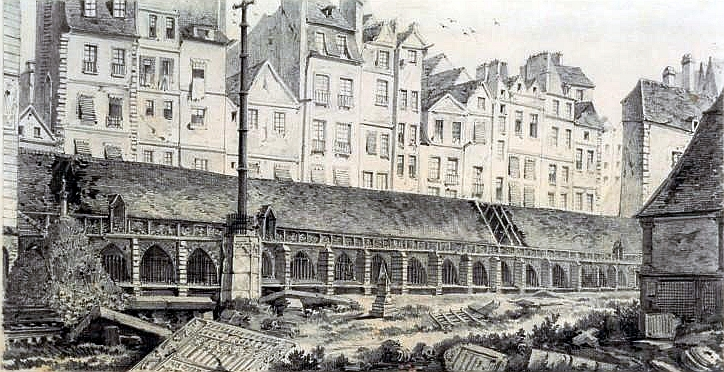
Le cimetière des Innocents vu du côté de la rue aux Fers, actuelle rue Berger, en 1786 (gravure de Charles-Louis Bernier).

Début 1780, de curieux phénomènes sont signalés dans les caves environnantes du cimetière des Innocents : les exhalaisons provenant de la décomposition des cadavres sont si importantes qu'elles filtrent à travers les murs et éteignent les chandelles de suif. Il est alors décidé d'enduire de chaux les murs des caves du quartier. Mais le 30 mai de la même année, un incident spectaculaire marque la gravité du problème et entraîne enfin une prise de décision : le mur d'une cave de la rue de la Lingerie, contiguë au cimetière, cède sous la pression des milliers de cadavres contenus dans une fosse commune. Par ailleurs, une raison économique contribue à accélérer le choix de la fermeture : la ville manque de marchés, celui des Halles manque de place et vient buter contre le mur du cimetière. C'est donc l'occasion de réaménager le cœur économique de la capitale et d'améliorer la circulation dans un quartier très encombré de jour comme de nuit.
Antoine-Alexis Cadet de Vaux, inspecteur de la salubrité de la ville de Paris, fait aussitôt emplir de chaux vive puis murer la cave et ordonne la fermeture définitive du cimetière. Alors fermé et interdit au public durant cinq ans, le cimetière est laissé à l'abandon et tombe dans un relatif oubli, ce qui facilite son déménagement quelques années plus tard en limitant les oppositions. Si les inhumations sont à nouveau interdites dans Paris intra-muros, aucune solution n'est en revanche trouvée concernant les émanations issues des cimetières désaffectés.
En 1782, un projet anonyme publié à Londres et présenté aux autorités de la ville de Paris ainsi qu'aux ecclésiastiques propose une solution originale au problème : s'inspirant des nécropoles souterraines antiques, cet opuscule anonyme en vente dans les magasins de nouveautés suggère de profiter des consolidations réalisées depuis plusieurs années par l'Inspection générale des carrières pour installer un ossuaire dans une ancienne carrière souterraine. L'auteur détaille même son idée : il imagine d'enduire les corps d'une sorte de résine pour ralentir la putréfaction et d'installer en sous-sol un atelier d'embaumement ou un séchoir à cadavres. La température constante en sous-sol serait judicieusement exploitée pour la conservation des corps éventuellement embaumés, technique utilisée avec succès dans les catacombes capucines de Palerme. Au-delà du seul transfert des ossements, l'auteur imagine dans un but philanthropique d'entreposer directement sous terre les corps après traitement, ce qui économiserait ainsi aux familles les dispendieux frais de cercueil et de pierre tombale. Enfin, la santé des employés d'un tel lieu est également prise en compte : il propose de recouvrir les cadavres d'une épaisse couche de glaise ou de bitume, afin d'éviter une atmosphère trop méphitique. C'est donc en 1782 qu'on donne le nom impropre de catacombes à ce lieu, car il ne s'agit pas vraiment de cimetière souterrain avec tombes et monuments funéraires comme dans les catacombes de Rome. Par extension, le nom de catacombes a fini par désigner, à tort, les galeries creusées par le service d'inspection des carrières pour relier toutes les carrières entre elles alors que leur vrai nom est aujourd'hui « galeries de servitude établies au niveau des anciennes carrières souterraines de la ville de Paris ».
Après de multiples débats, le projet est finalement approuvé. Le lieutenant de police Lenoir envisage alors le transfert à l'extérieur de Paris des ossements contenus dans le cimetière des Innocents. L'aménagement à cette fin des carrières souterraines de la Tombe-Issoire, situées sous la plaine de Montrouge au-delà de la barrière d'Enfer au sud de la capitale, lui semble parfaitement convenir. La municipalité et les autorités religieuses décident de réaliser dès 1785 les premiers aménagements. Afin de ne pas froisser la susceptibilité de grandes familles qui possèdent des sépultures aux Innocents, un espace réservé et clos de murs, dit clos de la Tombe-Issoire, est aménagé afin d'exposer les pierres tombales ouvragées ainsi que les plus beaux monuments funéraires présents sur la rive droite. Le terrain en surface au-dessus du futur ossuaire appartient depuis le Moyen Âge à la communauté de Saint-Jean-de-Latran, qui possède déjà de longue date dans son sous-sol un caveau destiné à recevoir les corps des chevaliers templiers.
Un arrêt du Conseil du Roi du 9 novembre 1785 décide la suppression du cimetière des Innocents avec évacuation des ossements, puis son réaménagement en marché public. La ville de Paris achète alors une ancienne maison de la Commanderie de Saint-Jean-de-Latran, dans l'actuelle rue Dareau alors située sur la commune de Montrouge, sous laquelle fut constitué un enclos souterrain de 11 000 m2 avec des méandres qui s'étendent sur près de 1 500 m sous l'espace compris entre les actuelles rues Dareau, d'Alembert, Hallé et du parc Montsouris.
Le nom de catacombes est donné aux carrières aménagées, par analogie avec les anciennes nécropoles souterraines de Rome, même si les lieux n'ont jamais servi de sépulture directe et n'ont aucun caractère sacré. Durant toute son existence, plus de deux millions de Parisiens ont été inhumés au cimetière des Innocents.

### Aménagement des carrières

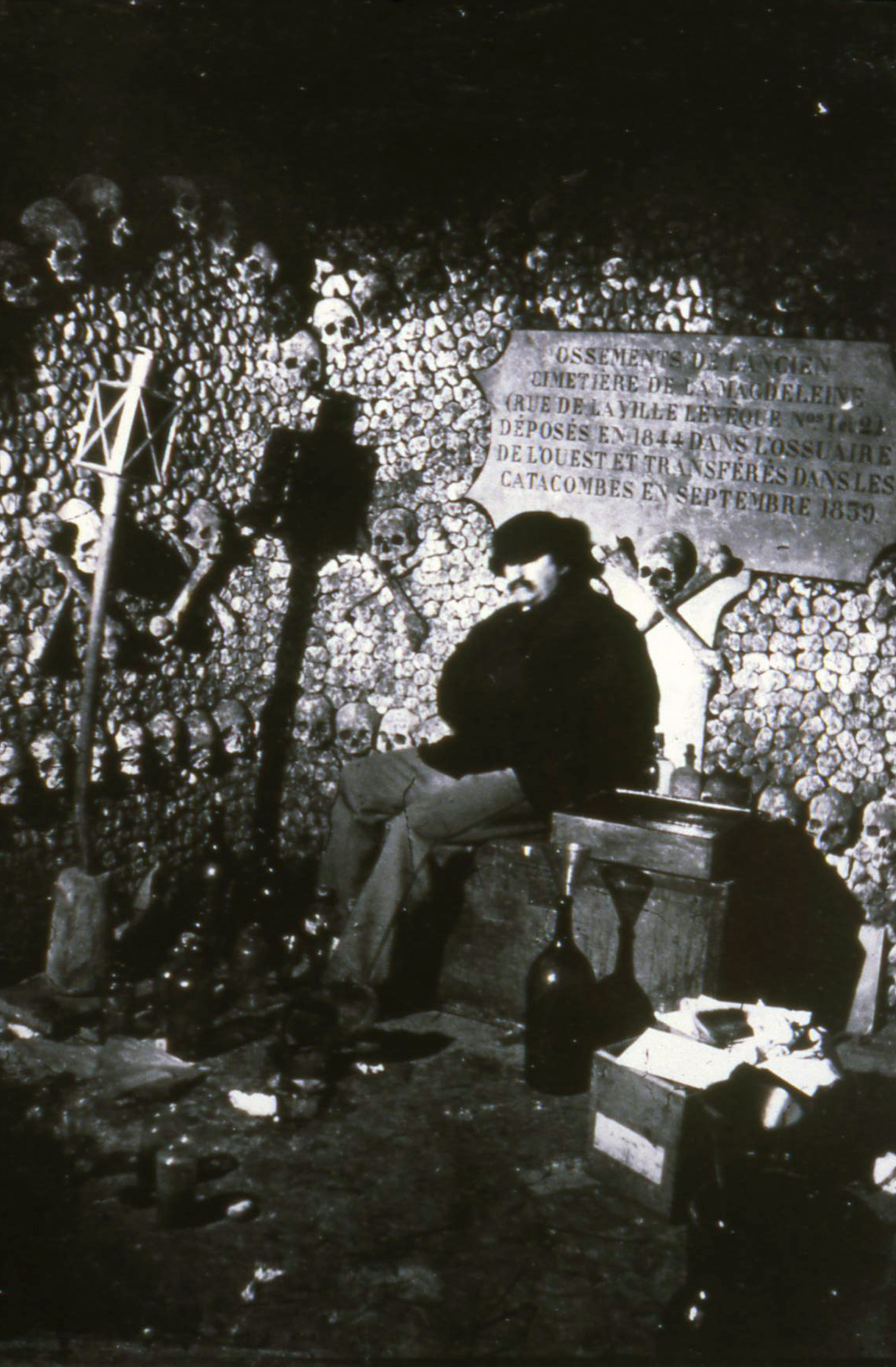
Autoportrait de Nadar dans les catacombes en 1861. Le photographe illustre les derniers transferts opérés cette même année.

Dès les derniers mois de 1785, les transferts d'ossements à partir du cimetière des Innocents commencent. Les ossements sont progressivement retirés des charniers ainsi que du sol, puis nettoyés et entassés à l'aide de fourches dans des voitures closes. Un rite religieux scrupuleux est respecté : des chars funéraires couverts de catafalques noirs se rendent au crépuscule au puits de service des carrières de la Tombe-Issoire afin d'y déverser leur chargement. Ils sont précédés de chœurs de religieux portant la lanterne des morts, accompagnés de porteurs de torches et suivis de prêtres chantant l'office des morts. À la fin du parcours, le travail est plus brutal : les os sont précipités dans un puits d'extraction de pierres, à hauteur de l'actuel 21, avenue René-Coty.
Le 7 avril 1786, les catacombes sont bénies et consacrées par les abbés Motret, Maillet et Asseline, ministres de la religion, en présence d'architectes (Legrand, Molinos) et de l'Inspecteur général des carrières de Paris et plaines adjacentes Charles-Axel Guillaumot. Le travail est réalisé sous la direction du successeur de Lenoir, Louis Thiroux de Crosne, lieutenant général de police, tandis que Guillaumot se charge de l'aménagement du site puis du transfert des ossements. Le transfert dure quinze mois et l'opération est un succès. L'administration choisit en conséquence de généraliser la mesure : suivant l'exemple des Saints-Innocents, les autres cimetières parisiens, en particulier ceux accolés aux églises, sont peu à peu vidés à leur tour jusqu'en janvier 1788 et supprimés. L'opération se poursuit de 1787 à 1814. Lors de l'aménagement du marché des fruits et légumes sous le Premier Empire à l'emplacement des Innocents, d'autres ossements sont mis au jour lors des travaux de fondation et suivent le même chemin. Les transferts reprennent enfin de 1842 à 1860, années durant lesquelles pas moins de huit cents voitures acheminant les ossements se dirigent vers l'ossuaire provisoire de Vaugirard, puis vers les catacombes. Ce sont ainsi dix-sept cimetières, cent-quarante-cinq monastères, couvents et communautés religieuses et cent-soixante lieux de cultes entourés de leur propre cimetière qui alimentent les carrières souterraines. Enfin, plusieurs années après, les grands travaux d'Haussmann fournissent des ossements oubliés, à leur tour transportés vers les catacombes.
Au bas du puits de déversement, des hommes recueillent les ossements déversés en vrac, et les chargent sur des brouettes ou dans de petits chariots de bois à destination du secteur qui leur est réservé dans les salles ou galeries souterraines. Chaque emplacement est signalé par une plaque gravée indiquant la provenance et la date du transfert. On estime à plus de six millions le nombre de dépouilles qui ont ainsi été déplacées durant un siècle dans une série d'ossuaires du 14e arrondissement qui existe encore sous Paris, ce qui en fait la plus grande nécropole visitée au monde. Parmi eux, on peut notamment citer tous les grands noms de la Révolution française.
À la suite des journées révolutionnaires des 28-29 août 1788, du 28 avril 1789, du 10 août 1792, puis du massacre dans les prisons, et enfin des journées de septembre 1792, de nombreuses inhumations sont réalisées dans l'ossuaire. On y place, notamment, les ossements provenant du cimetière des Errancis, terrain situé à l'est du parc Monceau qui sert de cimetière en 1794.

### Lieu de visite insolite

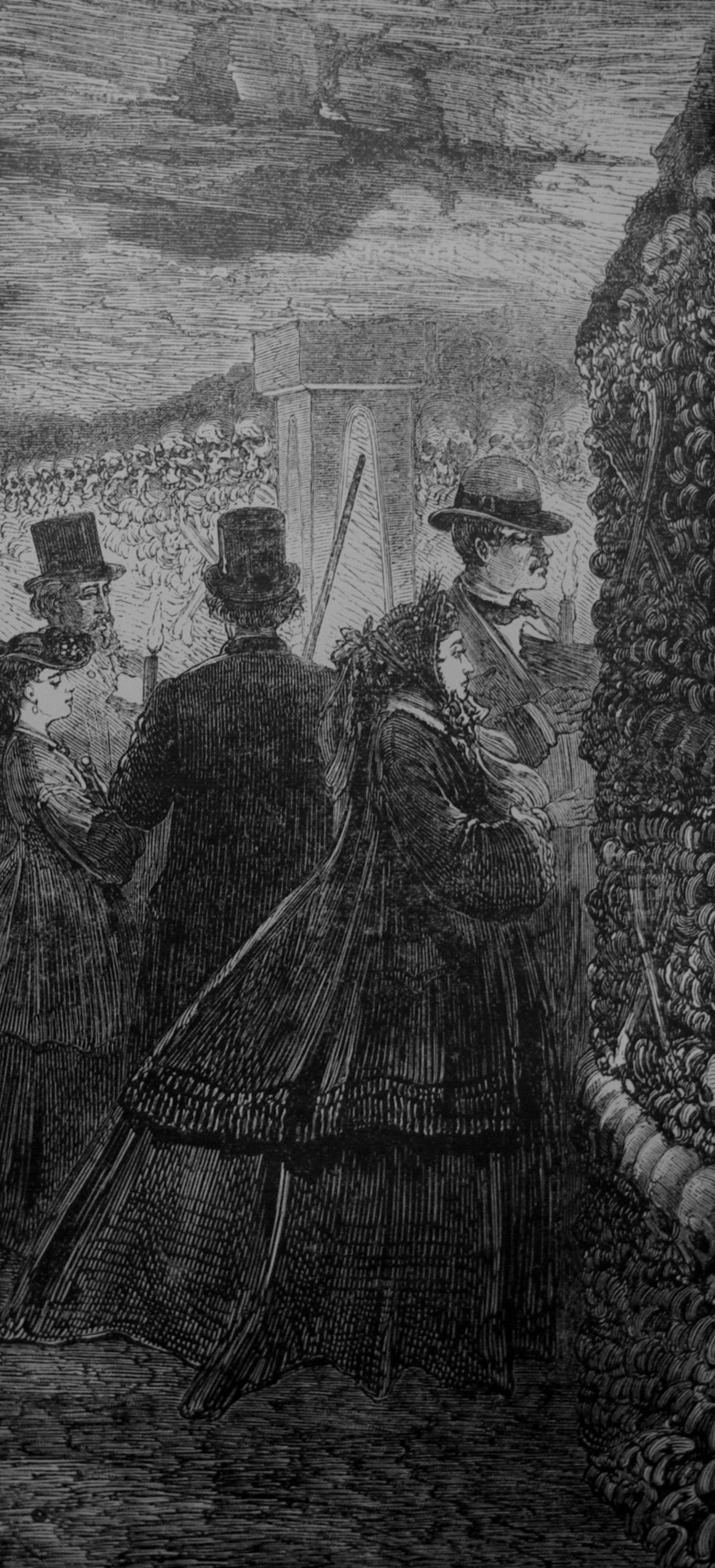
Une visite des catacombes vers 1860.

Dès leur création, les catacombes suscitent la curiosité. En 1787, le premier visiteur, le comte d'Artois, futur Charles X, y descend en compagnie de dames de la Cour. L'année suivante, on mentionne la visite de madame de Polignac et madame de Guiche. Mais il faut attendre 1806 pour que les premières visites publiques soient organisées ; celles-ci ne s'opèrent qu'à des dates irrégulières pour de rares privilégiés.
C'est le successeur de Guillaumot, Louis-Étienne Héricart de Thury, alors responsable du service des carrières de la ville de Paris, qui organise les premières visites régulières dès sa prise de fonction en juillet 1809. Il fait tracer au plafond un trait noir, servant de fil d'Ariane aux visiteurs. En 1810 et 1811, il fait aménager l'ossuaire avec la réalisation d'alignements d'ossements décorés de motifs macabres ou artistiques, et placer des plaques portant des citations gravées dans la pierre, tirées de textes sacrés, littéraires, philosophiques ou poétiques célèbres, avec un goût propre au Premier Empire. Les ouvrages de consolidation sont transformés en monuments à la pompe funéraire. Par ailleurs, l'ossuaire est isolé du reste des carrières souterraines, donnant un aspect proche de celui qu'on observe au XXIe siècle. Héricart de Thury publie en 1815 la Description des catacombes de Paris, qui devint la base sur laquelle toutes les études postérieures s'appuient. En 1830, les visites sont interdites à la suite de dégradations et de débordements ; elles ne seront réautorisées que plusieurs années après[Quand ?], au rythme de quatre par an.
Sous la direction d'Héricart de Thury, deux cabinets sont aménagés, un de minéralogie exposant de nombreuses curiosités minérales et fossiles, et l'autre consacré à la pathologie osseuse, montrant des ossements soigneusement sélectionnés pour des raisons ostéologiques, crânes déformés ou aux proportions hors-normes ou encore des prothèses rudimentaires. Ces deux cabinets, qui accroissaient nettement l'intérêt de la visite, ont été comblés après les évènements de la Commune de Paris en 1871 et leurs collections dispersées.
Le 16 mai 1814, François Ier, empereur d'Autriche, résidant en vainqueur à Paris, visite les Catacombes. On y accède par un escalier situé à l’emplacement de l’actuel 2, place Denfert-Rochereau. Mais en 1833, les autorités religieuses obtiennent du préfet de police Rambuteau la fermeture de l'ossuaire, considéré comme un lieu sacré impropre à la visite[Passage contradictoire (ou 1830, à la suite de débordements et dégradations ?)]. En dépit de nombreuses demandes, il faut attendre 1850 pour que quatre visites annuelles soient de nouveau organisées. En 1867, puis en 1874, on porte ce nombre à deux par mois, plus une supplémentaire le jour des Morts, lendemain de la Toussaint, date à laquelle un office souterrain est célébré pour le repos des âmes[réf. nécessaire].
En 1860, Napoléon III y descend avec son fils, le prince impérial Louis-Napoléon. En 1860 également, le photographe Nadar, pionnier de la photographie aérienne, est également le premier à réaliser une série consacrée au Paris souterrain, en particulier aux catacombes et aux égouts. En 1867, c'est au tour d'Oscar II de Suède, et du chancelier allemand Bismarck de visiter les catacombes. En mai 1871, les communards en fuite se réfugient dans plusieurs carrières de Paris, dont les catacombes. Ils y sont impitoyablement massacrés par les troupes versaillaises.
Le 2 avril 1897, un insolite concert clandestin est organisé dans les catacombes et va défrayer la chronique. Une centaine de convives du monde parisien reçoivent un énigmatique billet d'invitation, les conviant à se présenter à onze heures du soir devant l'entrée de l'ossuaire, rue Dareau. Ils sont priés de ne pas faire arrêter leur voiture à cette adresse pour plus de discrétion. Le billet commence ainsi : « Monsieur… est prié d'assister au concert des catacombes, organisé par MM. Pierres et Jouaneau, à onze heures. » À minuit, un orchestre composé de quarante-cinq excellents musiciens, recrutés parmi les artistes de l'Opéra, exécute plusieurs morceaux de circonstance, dont la Marche funèbre de Chopin, la Danse macabre de Saint-Saëns, la Chorale et marche funèbre des Perses, Aux catacombes, un poème de M. Marlit, récité par son auteur, et enfin la marche funèbre de la Symphonie héroïque de Beethoven. Le concert s'achève à deux heures du matin. Des ossements sont dès lors placés empilés entre les piliers afin que ne se reproduise plus ce type de manifestation.
Le dernier transfert d'ossements connu a lieu en décembre 1933.
Jusqu'en 1972, la visite se fait avec une bougie selon un parcours qui a connu depuis lors quelques modifications. Quant à l'électricité, elle est installée en 1983, pour des raisons liées à la conservation des ossements.

### Aujourd'hui

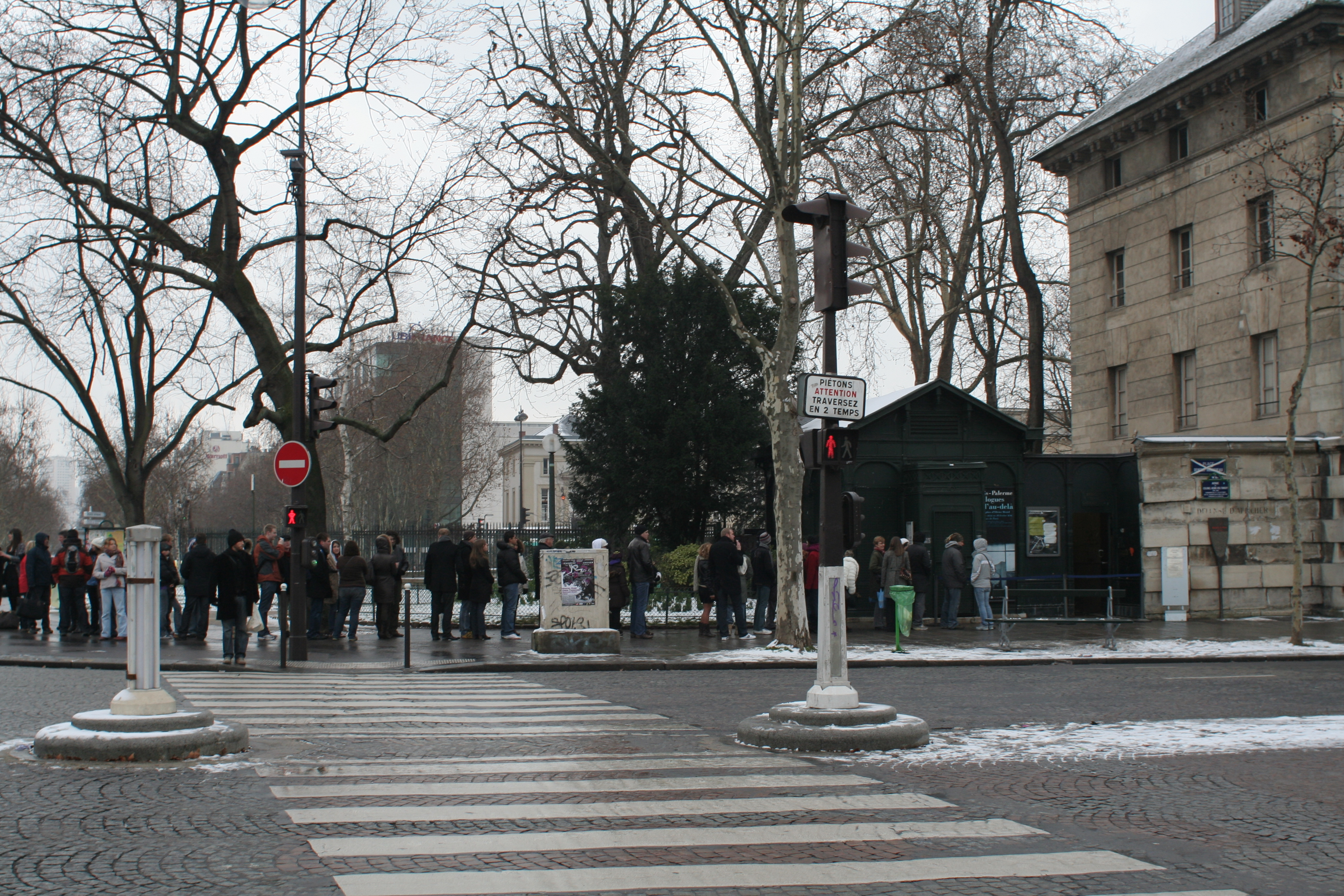
File d'entrée des catacombes, au niveau du pavillon no 3 de la barrière d'Enfer.

À partir de 1983, la gestion du site est transférée de l'Inspection générale des carrières à la direction des affaires culturelles de la ville de Paris. En mai 2002, les catacombes deviennent officiellement un site consacré à l'histoire et à la mémoire de la capitale, géré par le musée Carnavalet,.
Les catacombes de Paris rouvrent le 14 juin 2005 après huit mois de fermeture pour travaux. Ceux-ci ont consisté à consolider les voûtes, remonter les murs d'ossements et réviser l'éclairage. Le 18 novembre 2007, les catacombes ferment de nouveau pour réaliser d'importants travaux de mise aux normes de sécurité. Ces travaux, d'un montant prévisionnel de 430 000 euros, sont financés intégralement par la Direction des affaires culturelles de la ville de Paris. Ils ont pour objectif d'installer des détecteurs à incendie sur les centrales de traitement d'air, ainsi qu'un dispositif destiné à empêcher la propagation des fumées. Un nouvel escalier de secours est par ailleurs réalisé en milieu de parcours pour permettre une évacuation plus rapide du public en cas d'incident. La modernisation de l'accueil permet un comptage automatique du public entre l'entrée et la sortie des galeries. Enfin, des portes coupe-feu sont également posées en bas des escaliers d'accès.
Le 15 avril 2008, les catacombes rouvrent après plusieurs mois de travaux, le coût final s'élevant à 720 000 euros. La galerie de Port-Mahon, fermée depuis 1995, est rouverte à cette occasion, ainsi que le bain de pieds des carriers et la Descenderie.
Le 13 septembre 2009, les catacombes sont victimes d'actes de vandalisme, qui entraînent une fermeture de trois mois au public et 40 000 euros de travaux de remise en état, mobilisant une équipe permanente de quatre ouvriers.
En 2015, l'ossuaire municipal de Paris a accueilli plus de 500 000 visiteurs (cf. infra).

## Description
Les différentes sections des catacombes ne sont pas toutes accessibles au public.

### Aqueduc d'Arcueil
Les catacombes abritent les étroites galeries de consolidation de l'aqueduc d'Arcueil, réalisé pour Marie de Médicis, et qui permettait d'approvisionner en eau le palais du Luxembourg. Ces consolidations ont été réalisées par Guillaumot à la suite de plusieurs effondrements en mars 1782 et mai 1784, dus à des infiltrations d'eau. L'aqueduc est soutenu par un massif de maçonnerie, longé par deux galeries latérales, liées de place en place par des galeries transversales. Depuis le percement de l'avenue Reille en 1860 qui a interrompu le parcours de l'aqueduc, cette portion est définitivement à sec.

### Atelier
L'Atelier correspond aux anciennes carrières de pierre calcaire du Lutétien, à l'aspect brut et pourvues de nombreux départs de galeries fermés par des grilles. C'est un des rares secteurs des carrières souterraines qui ait conservé son aspect de fin d'exploitation. Le ciel de carrière est soutenu par des piliers tournés (pris dans la masse) ou à bras (formées de pierres superposées) et les parois sont formées de hagues maintenant les bourrages. Un couloir en pente douce permet d'accéder aux niveaux inférieurs,.

### Galerie de Port-Mahon

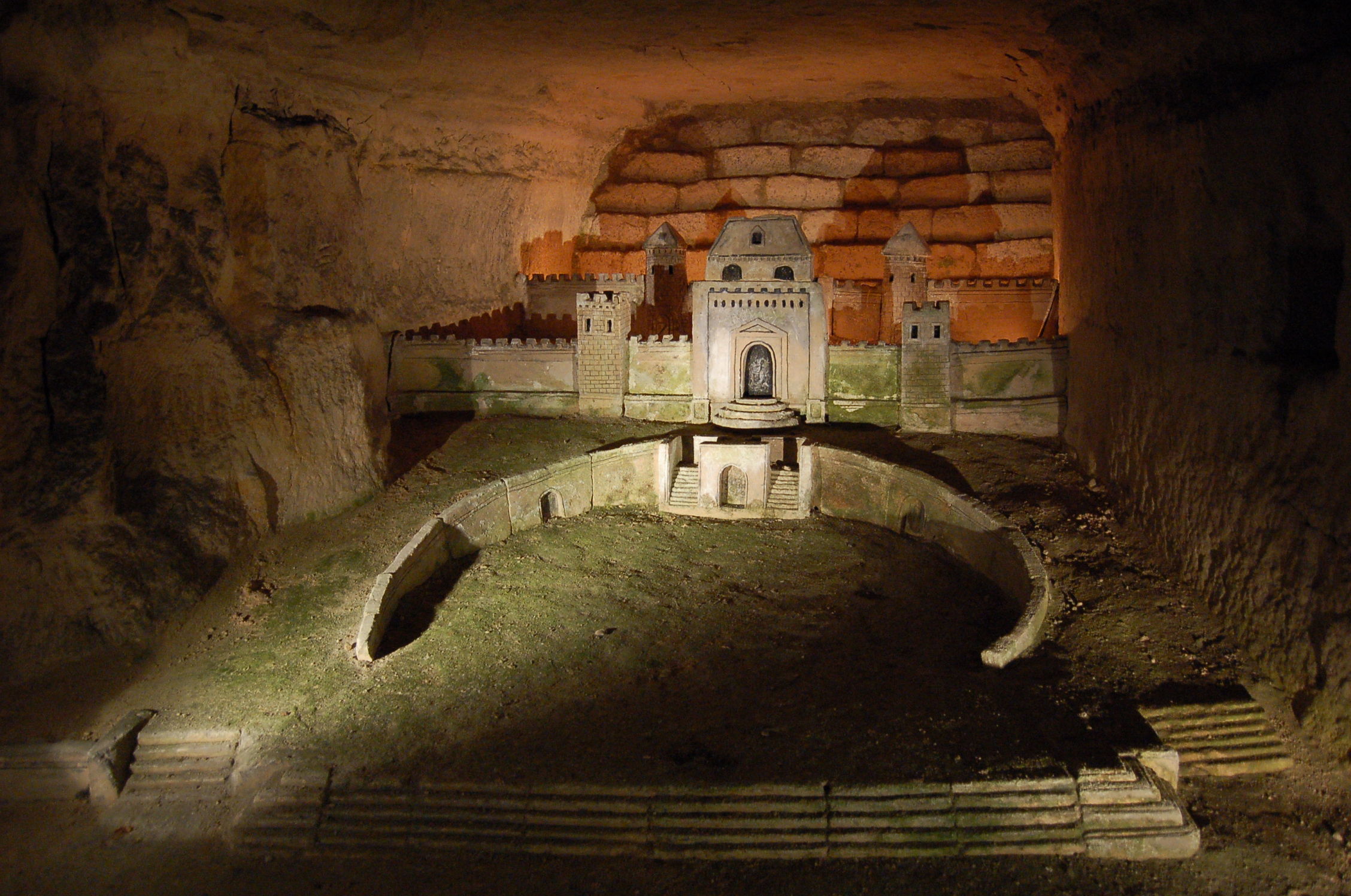
Sculpture du fort de Port-Mahon.

La galerie de Port-Mahon abrite des sculptures réalisées dans la pierre de 1777 à 1782. Elles sont l'œuvre d'un carrier nommé Décure, dit Beauséjour, vétéran des armées de Louis XV. Selon Le Conducteur portatif de 1829, il s'agirait d'un soldat enrôlé en 1756 dans l'armée de Richelieu lors de l'opération de reconquête de Minorque. Réformé, il entra à l'Inspection des carrières afin de compléter sa modeste solde. Travaillant la journée aux travaux de consolidation sous la direction de Guillaumot, il sculpte après son travail et représente une maquette ainsi que diverses vues du fort de Port-Mahon, la principale ville de l'île de Minorque, aux Baléares, où il aurait été un temps prisonnier des Anglais. Voulant parfaire son œuvre, il engage la création d'un escalier d'accès depuis le niveau supérieur de la carrière ; mais il provoque ainsi un fontis qui le tue sur le coup,.
Ces sculptures, abîmées pendant la Révolution, ont été restaurées en 1854, et à plusieurs reprises depuis lors.

### Bain de pieds des carriers
À faible distance, le bain de pieds des carriers est un petit puits contenant une nappe d'eau particulièrement limpide, autrefois utilisé par les ouvriers travaillant aux consolidations de l'ossuaire. Doté d'un garde-fou, il doit son nom à la transparence de l'eau, qui le rend peu visible au visiteur non averti qui s'y mouillerait les pieds en descendant les dernières marches immergées de l'escalier d'accès. Cette particularité a été abondamment exploitée par les guides accompagnant les visiteurs jusqu'à l'installation de l'éclairage électrique en 1983. Ce puits constitue le premier forage géologique réalisé sous Paris dont la coupe oryctognostique a été levée en 1814 par Héricart de Thury. Il vise à la reconnaissance de la constitution géologique du sous-sol. La galerie gagne alors en hauteur dans le passage dit des « doubles carrières ». Le visiteur parvient alors à l'ossuaire, dont le vestibule est également utilisé pour des expositions temporaires.

### Ossuaire

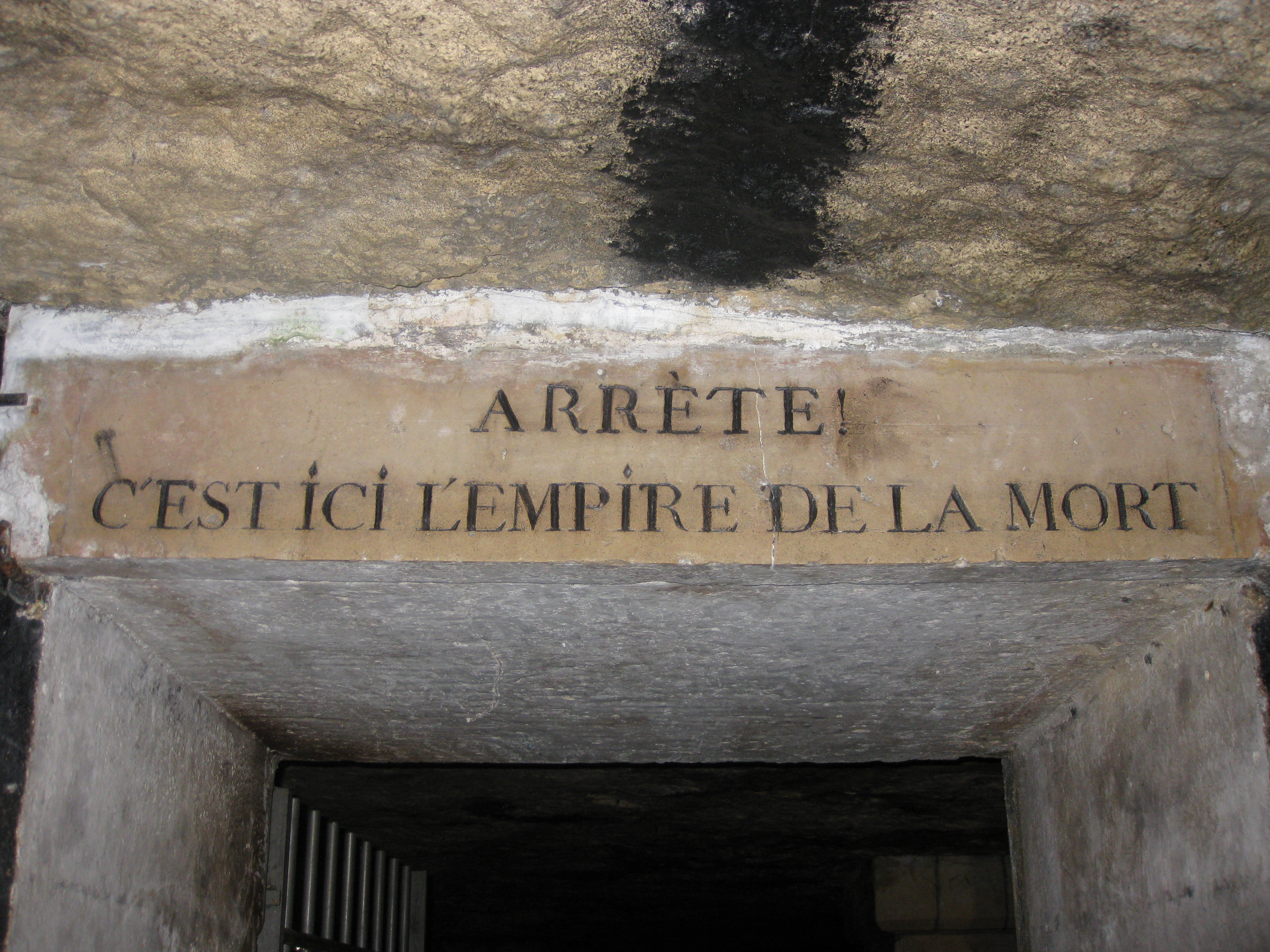
La citation de lÉnéide, traduite par le poète Delille, inscrite sur le linteau.

On entre dans l'ossuaire par une porte métallique encadrée de deux piliers décorés de motifs géométriques blancs sur fond noir, sur le linteau de laquelle est inscrit cet avertissement lugubre : « Arrête ! C'est ici l'empire de la mort. » Cet alexandrin est tiré de la traduction de l'Énéide (chant VI) par Jacques Delille. C'est la phrase par laquelle Énée est accueilli par Charon, pilote de la barque qui permet de traverser le Styx pour parvenir aux enfers. Sur le mur de gauche de la première salle, une plaque commémore la création de l'ossuaire.
Six millions d'ossements de Français reposent dans approximativement 780 mètres de galeries tortueuses, le plus souvent inaccessibles au public, sur une hauteur moyenne d'un mètre cinquante. Leur surface totale atteint 10 933 m2. De chaque côté du parcours de visite, les os forment en façade des rangées de têtes de fémurs ou de tibias dont on n'aperçoit que les apophyses, alternant avec celles de crânes qui constituent des frises disposées à plusieurs hauteurs et légèrement en saillie de ces murs d'ossements, tandis que derrière ces parements s'entassent les os restants, souvent très fragmentés par les conséquences de leur chute. Cet agencement géométrique affiche une recherche décorative romantico-macabre. Toutefois, à l'arrière de ces alignements, des milliers de squelettes restent entremêlés en désordre. Des plaques gravées indiquent la provenance et l'année du transfert devant les ossements ; d'autres portent des citations souvent grandiloquentes de grands auteurs, ou d'autres célébrités du début du XIXe siècle, en français ou en latin.
Au milieu d'une galerie qui s'élargit en rotonde, la fontaine de la Samaritaine est réalisée en 1810 afin de recueillir les eaux de la nappe phréatique, découverte par les ouvriers lors des travaux d'aménagement de l'ossuaire. Elle fait référence à l'épisode du Christ et de la Samaritaine au puits de Jacob, évoqué par l'inscription : « Quiconque boit de cette eau aura encore soif. Mais celui qui boira de l'eau que je lui donnerai n'aura point soif dans l'éternité… » Elle fut également nommée « source de Léthé » ou « de l'oubli », par analogie avec le fleuve de la mythologie grecque, où les âmes des morts se désaltéraient pour oublier les circonstances de leur existence,.

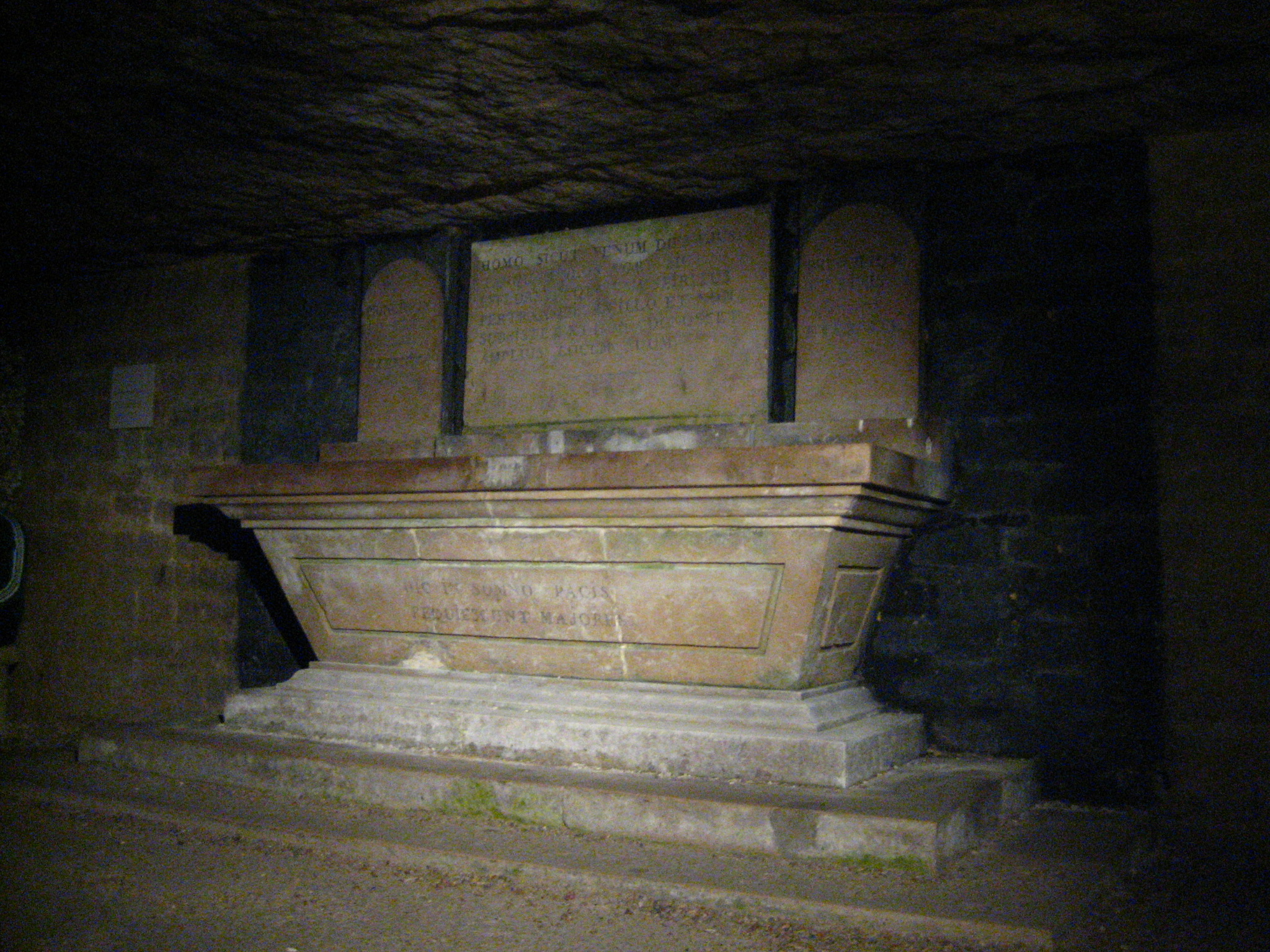
Autel de la crypte du Sacellum.

Plus loin, une salle plus vaste ou chapelle, dite « crypte du sacellum », est dotée d'un autel, où fut longtemps célébré l'office des morts. L'autel, reproduction d'un tombeau antique découvert en 1807 sur les rives du Rhône entre Vienne et Valence, est en réalité une consolidation déguisée, rendue nécessaire à la suite d'un éboulement en 1810. Le monument porte une gravure : « Endormis par la mort, ici sont nos ancêtres. » La salle possède également une grande croix blanche et de petits tabourets de pierre.

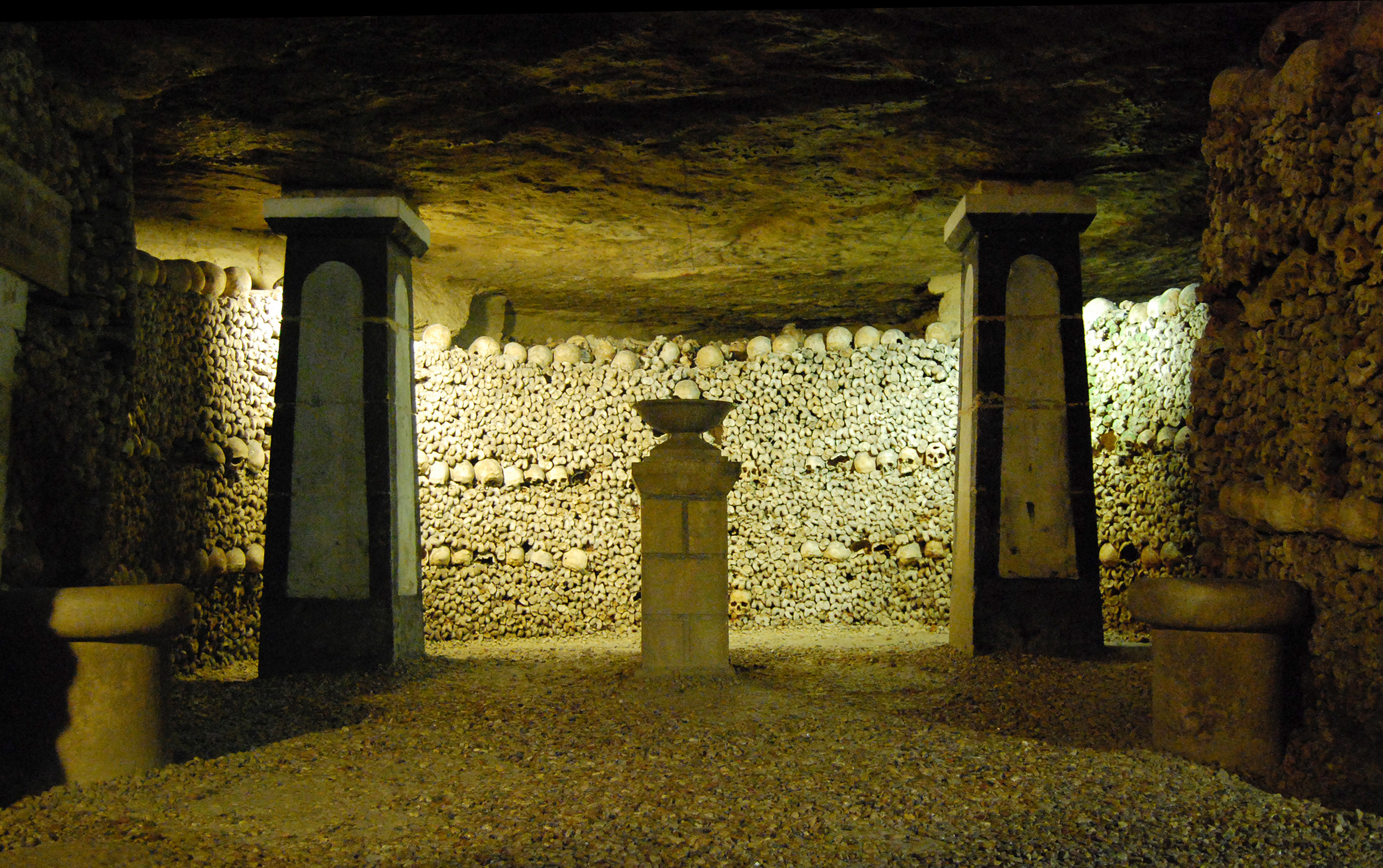
La lampe sépulcrale.

Après un coude de la galerie s'élève dans un renfoncement une colonne de pierre surmontée d'une vasque de forme antique, dite « lampe sépulcrale ». Ce monument, le premier réalisé dans l'ossuaire, servait à brûler de la résine de poix, l'air étant progressivement corrompu par les dépôts d'ossements, ce qui rendait l'air difficilement respirable pour les ouvriers chargés des transferts. L'entretien d'un foyer était en effet le meilleur moyen d'assurer une ventilation lors de travaux souterrains. Elle servait ainsi à veiller les morts et, plus prosaïquement, à améliorer la circulation de l'air, avant la construction des puits d'aération.

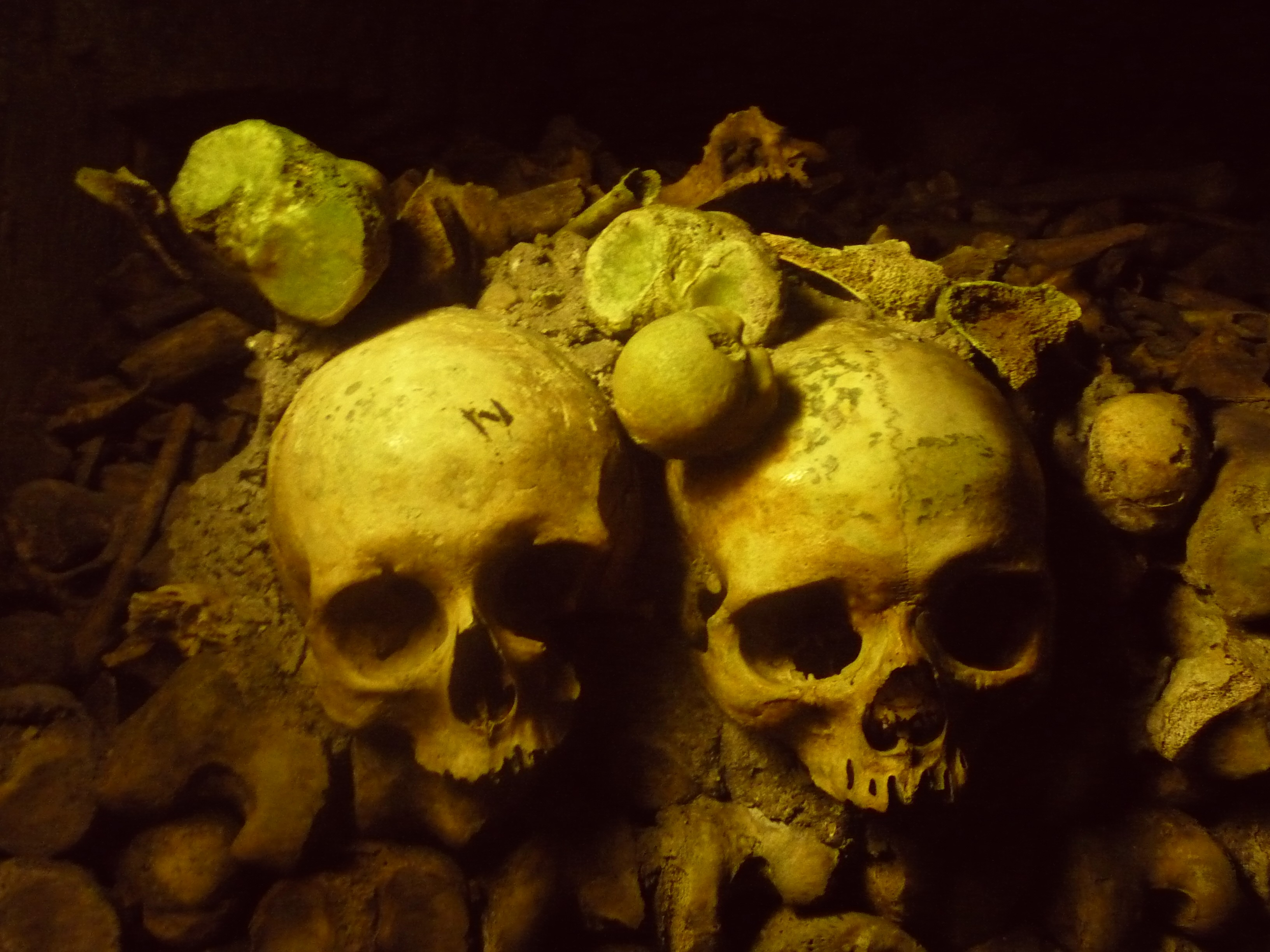
Crânes abîmés par des visiteurs.

Peu après, le « tombeau de Gilbert » ou « sarcophage du lacrymatoire », qui n'a de tombeau que son nom puisqu'il s'agit là encore en réalité d'une consolidation. Il est dédié à Nicolas Gilbert (1750-1780), poète maudit dont quelques vers sont gravés sur le monument. C'est l'ingénieur des Mines Caly qui proposa l'idée insolite d'édifier cette fausse tombe au milieu de milliers d'ossements dépourvus de sépulture. Les galeries suivantes contiennent les restes des victimes des combats des Tuileries et de la Révolution.
Plus loin se situe l'unique pierre tombale que contient l'ossuaire : celle de Françoise Gellain (ou dame Legros) dont la dalle funéraire fut transférée du cimetière de Vaugirard vidé en 1860. Cette femme s'éprit, sans l'avoir jamais vu, d'un prisonnier de la prison de Bicêtre, l'aventurier Latude (1725-1805), dont elle avait trouvé le billet lancé d'une fenêtre. Elle consacre alors sa vie à le faire libérer. Parvenue à ses fins, elle bénéficie d'un prix de vertu de l'Académie française en 1784.
À proximité de la sortie de l'ossuaire, une vaste salle entièrement ceinte d'ossements, dite « crypte de la Passion » ou « rotonde des tibias », est dotée d'une étrange sculpture d'ossements, en forme de tonneau. Celui-ci est exclusivement constitué de tibias, autour d'un pilier de consolidation. C'est dans cette salle que se déroule le concert clandestin du 2 avril 1897.

### Galerie de sortie

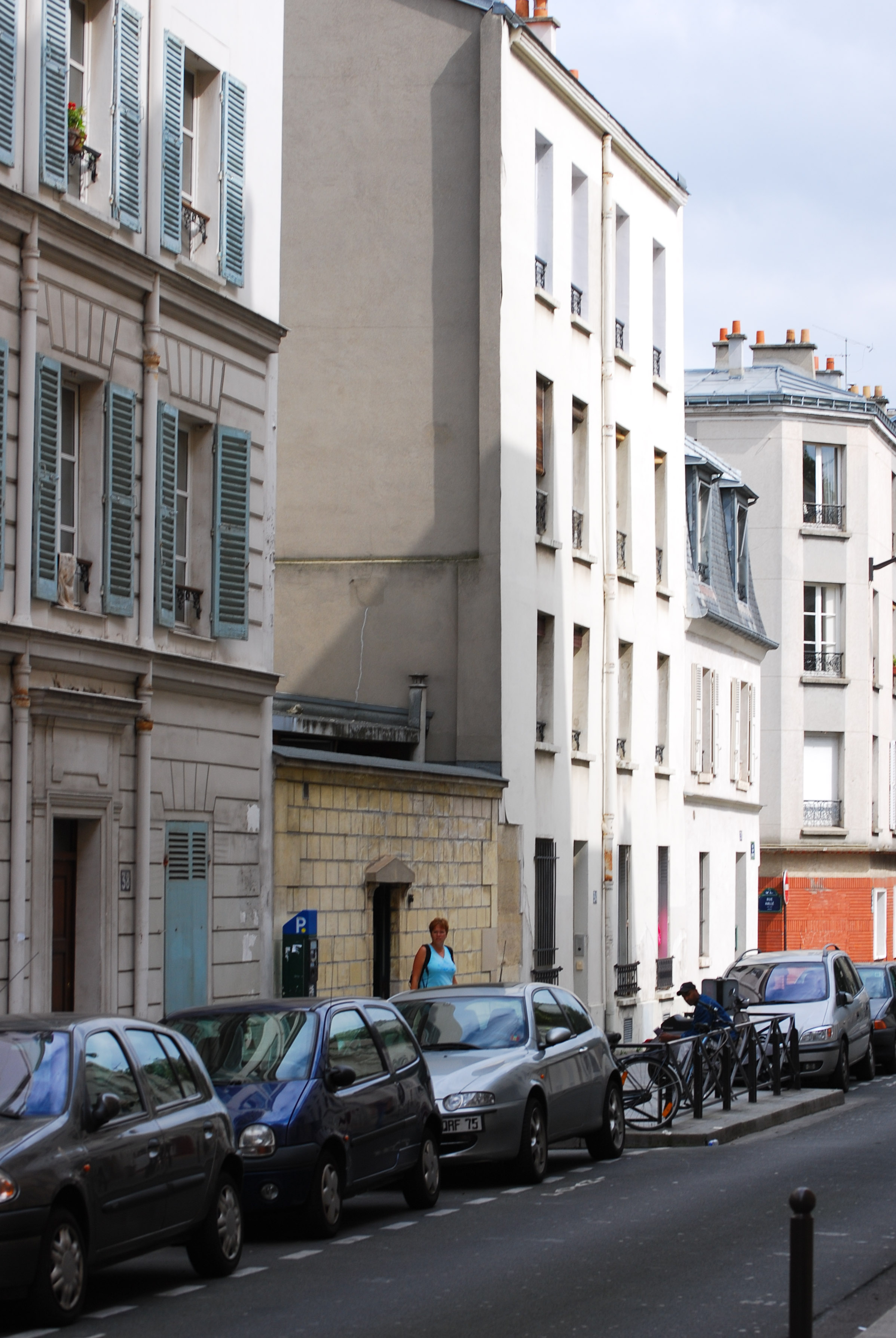
Jusqu'en 2017, la sortie des catacombes se fait par un petit pavillon anonyme ne comportant qu'une porte, rue Rémy-Dumoncel.

Une galerie rectiligne consolidée en 1874 et 1875, creusée dix-huit mètres sous la rue Rémy-Dumoncel, permet d'observer trois fontis. Au lieu d'être comblés, deux d'entre eux furent vidés par les ouvriers mettant à profit la voûte naturelle, qui fut stabilisée par du ciment projeté afin d'en montrer les couches géologiques qui surmontent les carrières. L'ensemble est consolidé par une maçonnerie haute de onze mètres, et les différentes strates géologiques sont peintes de couleurs différentes. Un escalier en colimaçon de 83 marches permet de regagner la surface, au 36, rue Rémy-Dumoncel,.

## Personnalités inhumées
Les catacombes rassemblent les ossements de plus de six millions de Parisiens, dont de nombreuses célébrités de l'histoire de France inhumées à Paris. Mais leurs dépouilles ont rejoint celles de millions de Parisiens anonymes ; aucune n'a pu être identifiée.
Charles-Axel Guillaumot, premier Inspecteur général des carrières et chargé des consolidations et transferts d'ossements, a été inhumé en 1807 dans le cimetière de Sainte-Catherine, dont le contenu a ensuite été déplacé dans les catacombes. Plusieurs personnages célèbres de l'histoire de France ont trouvé leur dernière demeure dans l'ossuaire : Nicolas Fouquet, surintendant des finances de Louis XIV, enterré au couvent des Filles-de-la-Visitation-Sainte-Marie, transféré en 1793 ; le ministre Colbert, inhumé dans un caveau de l'église Saint-Eustache violé pendant la Révolution et transféré aux Catacombes.
De l'église Saint-Paul proviennent les restes de Rabelais, François Mansart, Jules Hardouin-Mansart, l'homme au masque de fer ou encore Jean-Baptiste Lully. De l'église Saint-Étienne-du-Mont sont transférés ceux de Racine, Blaise Pascal et Marat, de Saint-Sulpice et de Montesquieu ; du cimetière Saint-Benoît, ceux des graveurs Guillaume Chasteau et Laurent Cars, de Charles et Claude Perrault, ainsi qu'Héricart de Thury, oncle de Louis-Étienne, l'inspecteur des carrières. Du cimetière de la Ville-l'Évêque proviennent les corps des 1 000 gardes suisses massacrés aux Tuileries en 1792 ainsi que les 1 343 personnes guillotinées au Carrousel ou place de la Concorde entre 1792 et 1794, dont Charlotte Corday. Avec le transfert des ossements du cimetière des Errancis sous la Restauration, Danton, Camille Desmoulins, Lavoisier et Robespierre ont également rejoint les catacombes.
À titre plus anecdotique, trois curiosités sont à souligner : le poète Nicolas Gilbert, enterré au cimetière de l'Hôtel-Dieu dit de Clamart, a été transféré dans les catacombes lors de son évacuation. Il se trouve ainsi noyé dans la masse alors qu'un monument en forme de tombeau célèbre sa mémoire. Le martyr saint Ovide, inhumé dans les catacombes de Rome, a été ramené à Paris par le pape Alexandre VII. Ses restes ont été placés au couvent des Capucines, dont les ossements ont été transférés dans l'ossuaire le 29 mars 1804. C'est ainsi le seul personnage à avoir été inhumé dans deux catacombes.
Le tombeau acrotère de Philibert Aspairt et la découverte de son corps en 1804 ne seraient qu'un canular de l'inspecteur des Mines.

## Gestion du site

### Visite
Le parcours de visite, long de deux kilomètres, nécessite au moins quarante-cinq minutes. Les catacombes se présentent sous la forme de tunnels, à l'intérieur desquels la température est constamment de 14 °C. Elles disposent de 130 marches descendantes et 112 montantes.

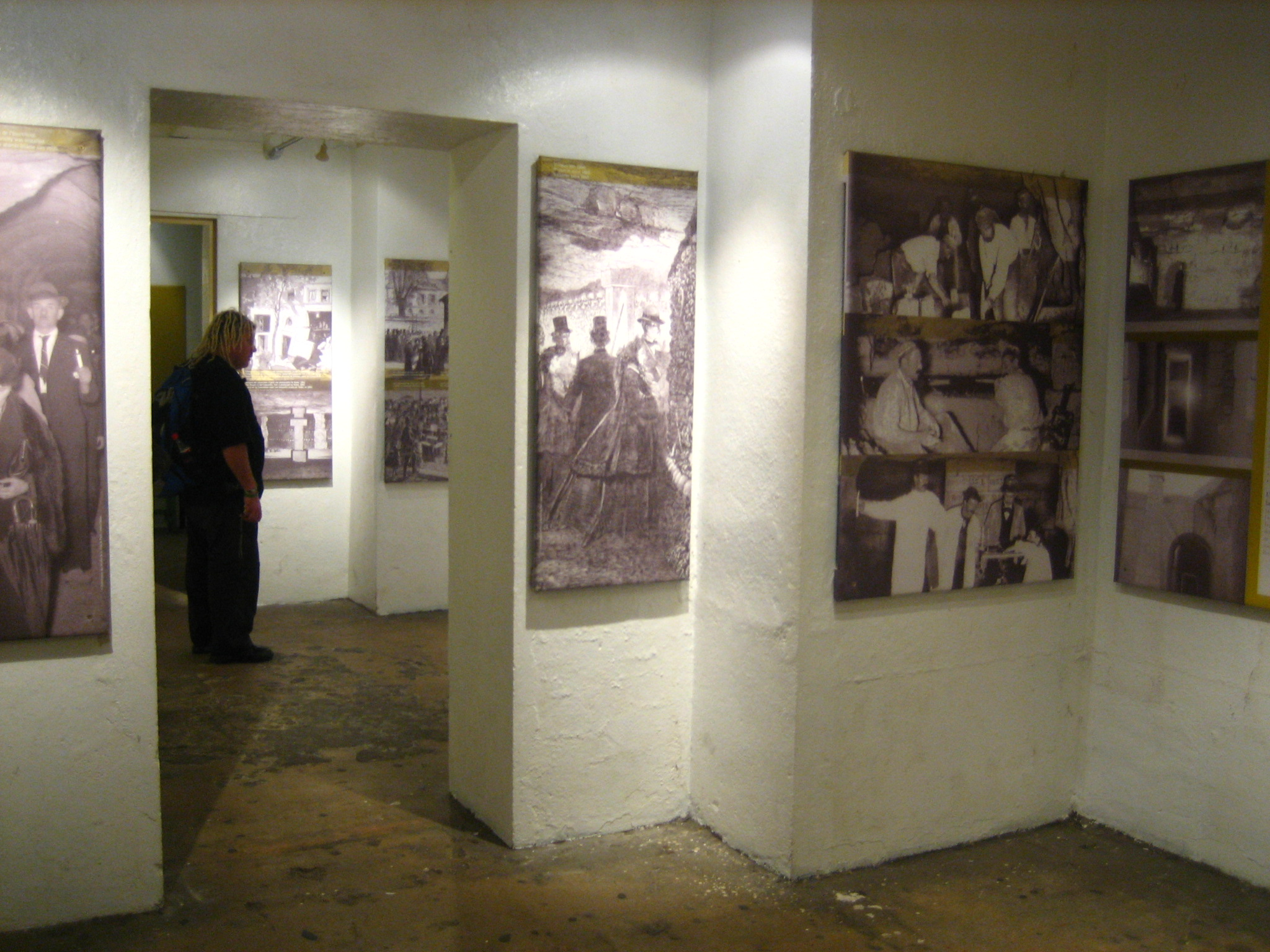
Les petites salles consacrées à l'histoire des catacombes.

La visite des Catacombes commence au 1, avenue du Colonel-Henri-Rol-Tanguy (place Denfert-Rochereau), à proximité immédiate d'un des bâtiments d'octroi édifiés par Claude-Nicolas Ledoux et qui accueille jusqu'en 2017 l'Inspection générale des carrières. Après le petit guichet, un escalier donne accès, vingt mètres plus bas, à de petites salles, exposant des panneaux explicatifs sur l'histoire des catacombes ainsi que des expositions temporaires.
Une galerie s'en échappe en direction du sud, sous l'avenue René-Coty, ex-avenue du Parc-de-Montsouris, pour la visite des galeries ouvertes au public.
Un gardien surveille le pavillon de sortie, afin qu'aucune personne ne pénètre sur le site par la fin du parcours, mais surtout afin de vérifier les sacs, pour qu'aucun visiteur indélicat ne quitte les catacombes avec des ossements. Un prélèvement constitue une violation de sépulture au regard de la loi, peine punie d'un an d'emprisonnement et de 15 000 euros d'amende. La mairie de Paris prévient à ce titre dans son dépliant d'aide-visite que des poursuites judiciaires seront engagées en cas de dégradation ou de vol d'ossements.
La capacité d'accueil du site est limitée à 200 visiteurs simultanément, dont l'entrée s'effectue par tranche de 15 minutes.

### Administration
La gestion des catacombes a été confiée en mai 2002 au musée Carnavalet, musée d'histoire de la ville de Paris.
L'administration est par conséquent exercée par le directeur du musée, son secrétaire général et un de ses conservateurs, du point de vue du conseil scientifique. Le technicien des services culturels, responsable de la surveillance et de la sécurité du musée Carnavalet, supervise l'équipe présente sur le site. Le coût global de fonctionnement du musée Carnavalet, des catacombes et de la crypte archéologique du parvis Notre-Dame était de sept millions d'euros en 2004.
Alors que la municipalité a fait le choix, en 2002, de rendre gratuit l'accès aux musées de la ville, l'accès aux catacombes reste payant, selon la mairie, en raison des expositions temporaires présentées en permanence dans le musée de site, tout comme à la crypte archéologique du parvis Notre-Dame, pour les mêmes raisons. Toutefois, celles-ci, qui se limitent à quelques panneaux ou photos, apparaissent trop limitées pour justifier le tarif d'entrée selon un rapport d'audit de l'Inspection générale de la ville de Paris.
En 2006, quinze personnes sont affectées au site (en équivalent temps plein) afin d'accueillir les visiteurs, de surveiller et de veiller à la sécurité. Jusqu'à cette date, le manque de personnel limitait le nombre de visiteurs présents simultanément dans les catacombes à cent, contre deux cents depuis cette date. Les conditions très particulières du site, vaste, sombre et humide, imposent un personnel plus nombreux que dans les autres structures de la ville, mais elles lui posent un problème de recrutement. Cette situation a provoqué un retard à la réouverture du site en 2008 à la suite d'un mouvement social, les conditions de travail étant difficiles voire démotivantes. Deux agents de surveillance restent en sous-sol pendant des périodes de deux heures ; ils alternent avec l'accueil et la sortie du site.

### Fréquentation
La fréquentation du site est assez élevée et connaît une croissance moyenne au fil des années. Les longues périodes de fermeture connues en 2004 et 2005, puis fin 2007, début 2008 puis fin 2009, ne permettent toutefois pas aux chiffres de refléter précisément l'évolution de la demande. Avec 252 959 visiteurs en 2007, les catacombes étaient le quatrième musée municipal le plus visité, après le Petit Palais, le musée d'art moderne de la ville de Paris et le musée Carnavalet.
| 2002    | 2003    | 2004 | 2005    | 2006    | 2007    | 2008    | 2009    | 2010    | 2011    | 2012    | 2013    | 2014    | 2015    | 2016    | 2017    |
| ------- | ------- | ---- | ------- | ------- | ------- | ------- | ------- | ------- | ------- | ------- | ------- | ------- | ------- | ------- | ------- |
| 202 480 | 217 136 | n.s. | 142 611 | 237 309 | 252 959 | 235 551 | 230 170 | 299 457 | 314 086 | 261 500 | 310 957 | 352 713 | 505 085 | 512 284 | 537 935 |

n. s. : chiffres non significatifs.

### Politique tarifaire et services au public

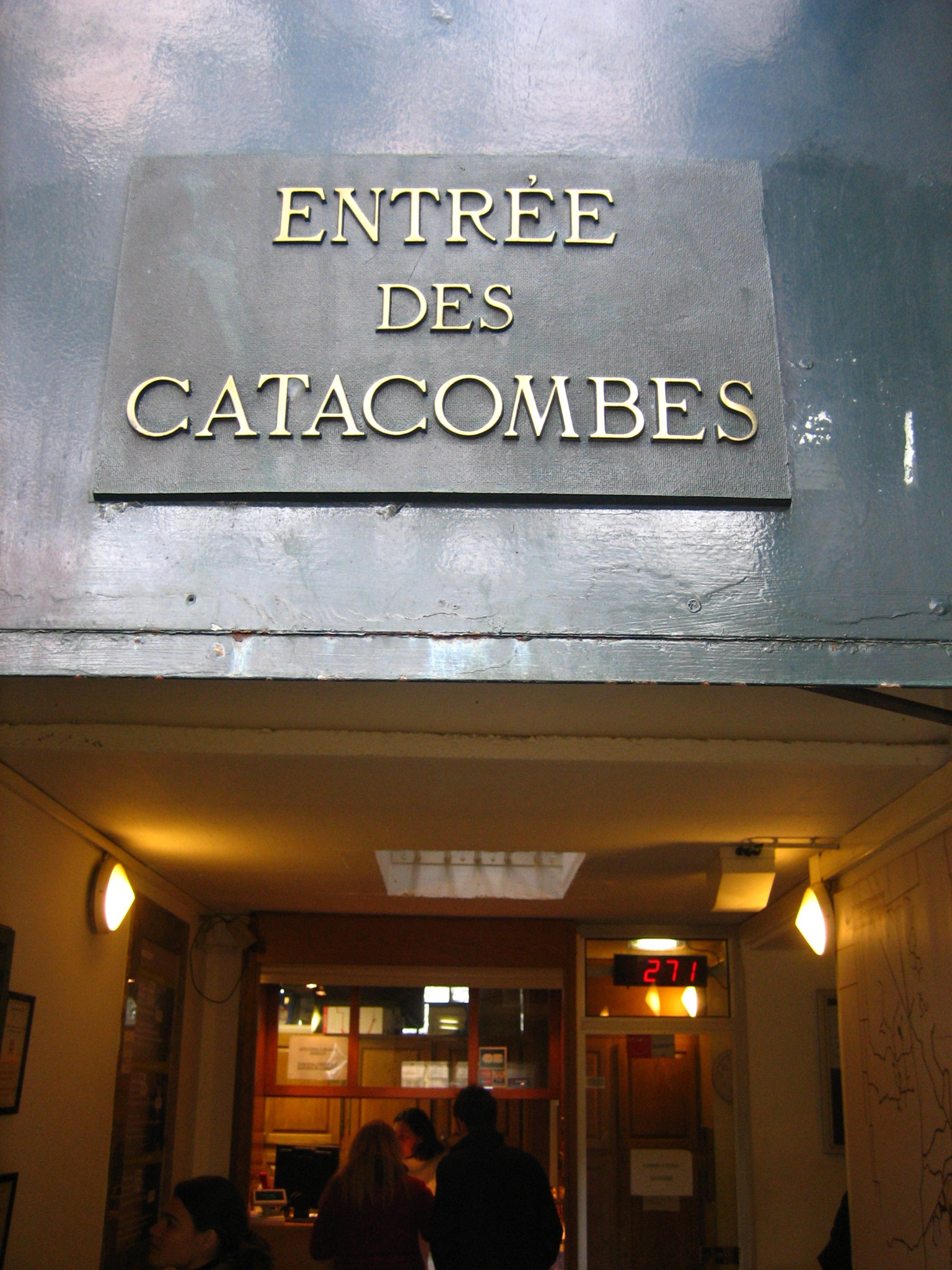
L'entrée des catacombes.

Le musée des catacombes est ouvert au public du mardi au dimanche, et fermé les lundis ainsi que les jours fériés, comme l'ensemble des musées municipaux. Il constitue un musée de site, et demeure par conséquent payant, contrairement aux musées de collections de la ville de Paris, gratuits pour tous à la suite d'une décision du conseil municipal de 2002. Les tarifs sont préparés par le bureau des musées, avec l'accord du chef d'établissement, et fixés par un arrêté municipal chaque année.
En 2017, une nouvelle sortie au 21 bis avenue René-Coty intègre un escalier plus large, une boutique, des toilettes et un espace d'exposition, améliorant de fait l'expérience du visiteur. Une nouvelle entrée dans le pavillon Ledoux, restauré pour l'occasion, est inaugurée en 2019.

## Autres catacombes à Paris
Les catacombes de la Tombe-Issoire sont les plus célèbres et attirent de nombreux visiteurs. Mais d'autres ossuaires existent sous Paris. Inaccessibles au public, ils demeurent relativement méconnus.
Au XIXe siècle, le manque de place en surface provoque la création de trois grands cimetières à l'extérieur de la ville, ceux de Montmartre, de Montparnasse et du Père-Lachaise, et la poursuite du transfert des ossements des anciens cimetières réformés dans les catacombes. Mais c'était sans compter avec une démographie galopante et l'extension continuelle de l'urbanisation. En 1860, les champs de repos nouvellement créés sont intégrés à la ville, et se retrouvent à leur tour sans possibilité d'extension. L'ossuaire de la Tombe-Issoire lui-même se trouve saturé, et l'administration est contrainte de trouver de nouveaux lieux afin de transférer les ossements des cimetières.
Le cimetière du Montparnasse est sous-miné par les carrières et nécessite des travaux de consolidation. La ville de Paris décide en conséquence en mars 1859 d'ouvrir de nouveaux dépôts d'ossements sous le grand cimetière, après avoir hésité pour les carrières des Chartreux. Ces nouveaux espaces sont avant tout destinés aux ossements anonymes de fosses communes. Un puits de carrière est employé de la même manière qu'à la Tombe-Issoire, et certaines galeries sont remplies des dépouilles des victimes des grandes épidémies de choléra du début du XIXe siècle. Sept dépôts au total sous le cimetière du Montparnasse sont progressivement comblés d'ossements, auxquels s'ajoutent ceux découverts fortuitement au cours des grands travaux de voirie. Au cours des décennies suivantes, ces ossuaires sont régulièrement pillés par des cataphiles indélicats en mal de trophées macabres,. Ils sont aujourd'hui regroupés sous l'appellation « Carrefour des Morts » par les habitués du réseau.
En l'an III de la République, un citoyen dénommé Delamalle explique, après avoir assisté à l'enterrement de sa mère, qu'il fut scandalisé par les conditions d'inhumation des pauvres dans le grand cimetière Montmartre. En effet, le cercueil fut, comme les autres, directement jeté dans d'anciens puits de carrière. En l'an IV de la République, Camby reprend en conséquence l'idée qui avait déjà été proposée avant lui, et propose l'aménagement de catacombes dans les carrières de Montmartre. Il imagine un véritable cimetière souterrain, que « de riches familles embelliraient de marbres et de peintures ». Le projet en reste là, mais en 1810, Héricart de Thury reprend l'idée à son compte et propose la création d'un véritable cimetière souterrain, cette fois sous le cimetière du Père-Lachaise. Les galeries, de vastes dimensions avec quinze mètres de hauteur sur huit de large, ne seraient pas aménagées en ossuaires, mais destinées à recevoir des tombes monumentales. Mais cette idée reste également sans suite et la priorité est donnée au cimetière de surface.

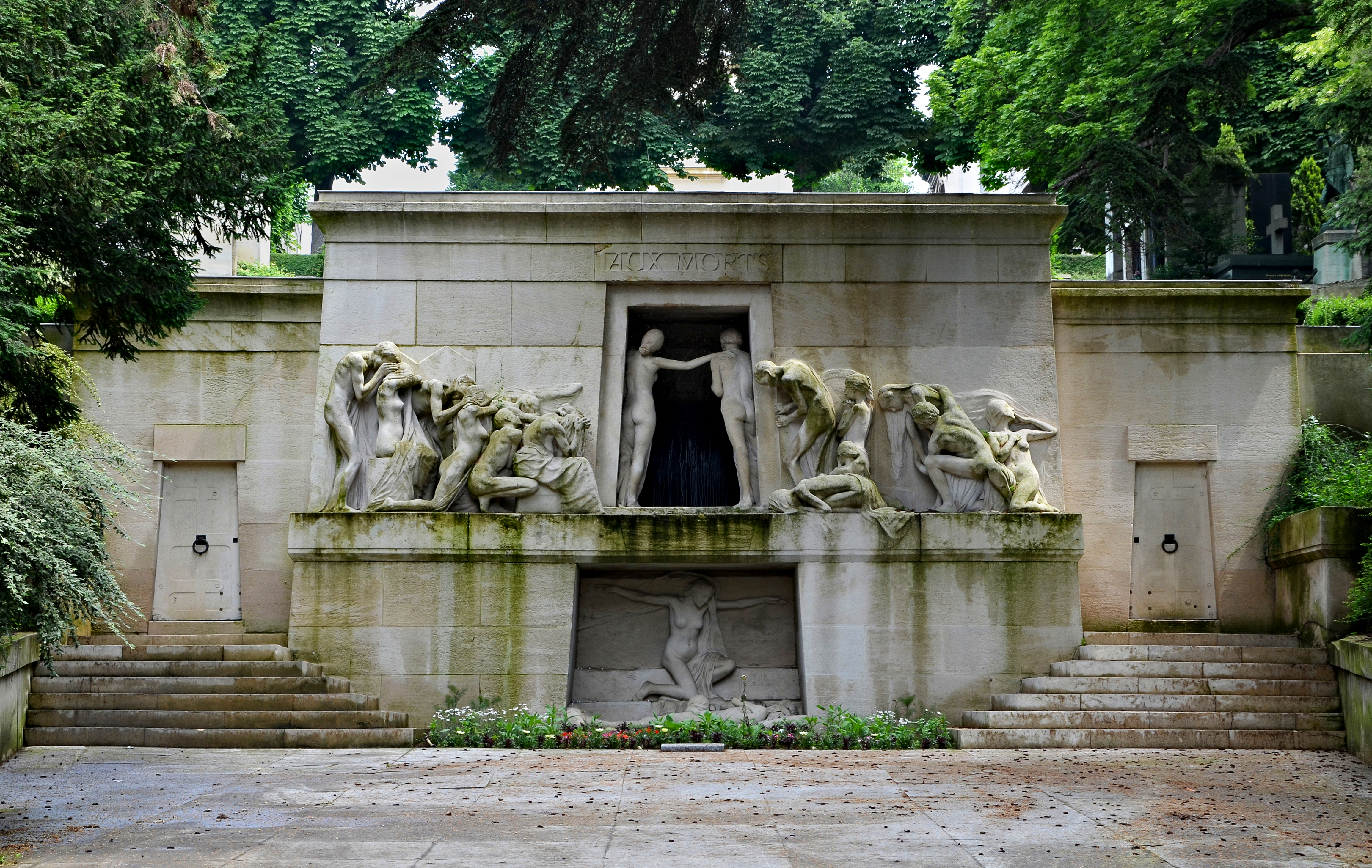
Le monument aux morts du cimetière du Père-Lachaise. Les deux portes latérales donnent accès au vaste ossuaire souterrain.

Après la Seconde Guerre mondiale, le manque chronique de place provoque toutefois la création d'un ossuaire. Le cimetière du Père-Lachaise se retrouve à son tour saturé et sans possibilité de nouvelle extension dans un environnement devenu au fil du temps intégralement urbanisé. C'est dans ce contexte que la direction de la conservation des cimetières reprend l'idée, modernisée, d'Héricart de Thury. En 1950, la réalisation d'un ossuaire gigantesque est entreprise sous le cimetière de surface, afin de recevoir le contenu des concessions à perpétuité laissées à l'abandon et tombées en ruine.
À l'extrémité de l'allée principale, un complexe souterrain en béton de trois niveaux est creusé dans les marnes vertes et le gypse, pour un coût de 157 millions de francs. L'accès se fait de chaque côté du monument aux morts par deux portes en pierre de forme trapézoïdale. Des galeries en béton s'enfoncent sous la colline, et desservent une multitude de petites pièces pourvues d'alvéoles, conçues pour accueillir le contenu de cent caveaux. Lorsqu'une concession est abandonnée, les ossements ne sont pas jetés pêle-mêle comme dans les autres ossuaires, mais sont placés dans une petite boîte en bois portant le nom des défunts et pouvant recevoir six squelettes. Une fois une pièce remplie, elle est murée d'une pierre où sont inscrits les noms de ceux qui y ont trouvé définitivement place,.
D'autres ossuaires similaires aux catacombes ont également été aménagés aux portes de Paris, dans des carrières proches du grand réseau sud de Paris, sous les cimetières de Montrouge et du Kremlin-Bicêtre.

## Cataphilie

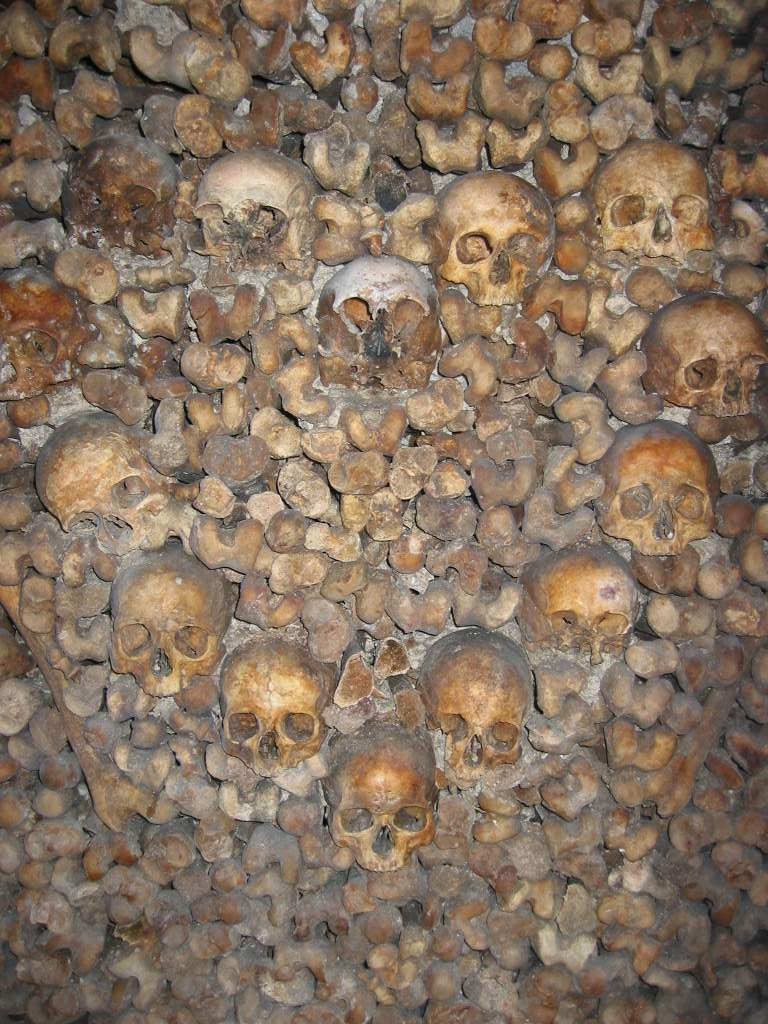
Des crânes dans les catacombes.

Les catacombes désignent, par synecdoque métonymique et par un usage abusif du terme, l'ensemble du réseau de galeries situé dans les anciennes carrières souterraines de calcaire, réseau général baptisé de nos jours Grand Réseau Sud (GRS). Est ainsi qualifié de cataphile tout individu qui pénètre dans les anciennes carrières souterraines de Paris et en parcourt les galeries.
En 1983, le livre de Barbara Glowczewski et Jean-François Matteudi, La Cité des cataphiles. Mission anthropologique dans les souterrains de Paris popularisa l'existence des promeneurs clandestins du réseau de galeries. Les nombreux articles qui parurent ensuite provoquèrent une hausse importante de la fréquentation, au point de devenir un phénomène de mode. Bien que s'estompant au fil des années, ce phénomène a perduré avec de nombreuses associations proches de la spéléologie, de la protection du patrimoine ainsi que des habitués des lieux.
Cependant, il ne faut pas oublier que les catacombes de Paris sont un véritable danger pour les personnes qui ne connaissent pas leur réseau complexe et les risques qui y sont associés. Le réseau de carrières est vaste et complexe, s'étendant sur plus de 300 kilomètres sous la ville. Les tunnels peuvent être étroits et bas, et les visiteurs non avertis peuvent facilement se perdre dans le dédale de couloirs. Les risques d'éboulements, de chutes de pierres et de plafonds effondrés sont également courants, en particulier dans les zones où les carrières ont été abandonnées ou laissées à l'abandon.
En outre, les catacombes sont souvent mal éclairées et il peut être difficile de se repérer sans une connaissance préalable des tunnels et de leur configuration. Les visiteurs peuvent facilement se perdre ou tomber dans des puits ou des fosses, sans moyen de communication ou de secours,.
Les catacombes sont également connues pour être le lieu de rassemblement pour des groupes qui pratiquent des activités illégales, tels que des fêtes sauvages, des rituels occultes ou des activités criminelles. Les visiteurs non autorisés risquent donc de rencontrer ces groupes et de subir des violences ou des vols.
En somme, les carrières souterraines de Paris sont un véritable danger pour les personnes qui ne connaissent pas leur réseau complexe et les risques associés. Il est fortement recommandé de ne pas pénétrer dans les catacombes sans une autorisation officielle et un guide expérimenté, afin d'éviter tout accident ou danger potentiel.

## Dans la fiction

### Littérature
Le milieu souterrain à Paris a été peu représenté dans la littérature. Les premiers romans qui lui sont consacrés ne datent que des années 1830. Si Élie Berthet, Pierre Zaccone, Joseph Méry, ou encore Gaston Leroux ont décrit cet univers au XIXe siècle, jouant sur son aspect romantique et fantastique, le siècle suivant délaisse ce milieu.

### Cinéma
Les catacombes apparaissent également au cinéma. Notamment dans Les Gaspards de Pierre Tchernia (1974), où un groupe d'opposants aux travaux dans Paris est établi en communauté dans les réseaux souterrains de la ville ; dans le film d'horreur Catacombes de John Erick Dowdle (2014), lequel traite des légendes urbaines sur ce lieu historique ; également dans Sous la Seine de Xavier Gens (2024), film d'horreur qui prend pour décor des galeries inondées.